# المجمع الانتخابي الناطق بالفرنسية
المجمع الانتخابي الناطق بالفرنسية هو واحد من ثلاث دوائر انتخابية للبرلمان الأوروبي في بلجيكا. وهي ممثلة حاليًا بثمانية أعضاء في البرلمان الأوروبي يتم انتخابهم باستخدام طريقة هوندت للتمثيل النسبي لقائمة الأحزاب. كان يمثل هذه الدائرة تسع أعضاء حتى انضمام بلغاريا ورومانيا في عام 2007.
قبل انتخابات عام 1999، كان الناخبون الناطقون باللغة الألمانية يصوتون ضمن المجمع الانتخابي الناطق بالفرنسية، بالإضافة إلى بقية منطقة فالونيا التي يتواجدون فيها. حالياً هم يصوتون الآن في المجمع الانتخابي الناطق بالألمانية ‏.

## الحدود
الدائرة الانتخابية تتوافق مع الجالية الفرنسية في بلجيكا. في بروكسل (التي تعتبر رسمياً ثنائية اللغة)، يمكن للناخبين الاختيار بين قوائم هذا المجمع الانتخابي أو قوائم المجمع الانتخابي الناطق بالهولندية ‏.
قبل إصلاح الدولة 2011-2012، كان بإمكان الناخبين الاختيار بين القائمتين ليس فقط في بروكسل، ولكن في منطقة بروكسل هالي فيلفوردي أحادية اللغة ضمن الأراضي الهولندية. ومع ذلك، رسمياً لا يزال لدى بعض البلدات المحيطة ببروكسل ‏ الناطقة باللغة الهولندية هذا الخيار.